# The Anthem of the Outcast
The Anthem of the Outcast ist eine EP der US-amerikanischen Band Blood on the Dance Floor, die in Europa auch als Studioalbum vermarktet wurde. Sie erschien am 30. Oktober 2012.

## Hintergründe
Nach (R)Evolution ist The Anthem of the Outcast das zweite Werk von Blood on the Dance Floor, welches eine unlimitierte, weitläufige CD-Veröffentlichung erfuhr. Am europäischen Markt wurde die EP im Zusammenhang mit der physischen Ausgabe als erstes dort erhältliches Studioalbum vermarktet. Um eine höhere Lauflänge zu erreichen, entschied man sich, der Tracklist alle drei Titel der Clubbed to Death!-EP hinzuzufügen. Außerdem entfernte man den Vermerk „EP“ vom Covermotiv.
Von den 12 Titeln der längsten Version des Werkes wurden 11 von Rusty Wilmot, Stevie Blacke und Brandy Wynn produziert. Lediglich die Remixversion des Liedes Unforgiven wurde von Matroda produziert. Außerdem wirkte Ash Costello, die Leadsängerin der Rockband New Years Day, auf dem Song Hell on Heels (Givin' in to Sin) an der Produktion mit. Die Gruppe tritt auf diesem Track als Gastinterpret auf. Weitere Featurings sind Shawn Brandon und Haley Rose. Für das Songwriting waren immer Dahvie Vanity und Jayy von Monroe zuständig, die von den etwaigen Gästen unterstützt wurden.
Aus der EP wurden drei Singles ausgekoppelt. Zunächst erschien eine auf 2000 Stück limitierte 7"-Schallplatte mit der Doppel-A-Seite The Comeback und Hell on Heels. Später veröffentlichte man Hell on Heels (Givin' in to Sin) auch als individuelle unlimitierte Single. Don't Want to Be Like You wurde als letztes Lied ausgekoppelt. Außerdem wurden zu The Comeback und Don't Want to Be Like You Musikvideos gedreht.

## Musik und Texte
Die Originallieder der The Anthem of the Outcast-EP stellen eine deutliche Abweichung von der bisherigen Musik der Band dar, da sie sehr stark von der Rockmusik, insbesondere vom Subgenre Metalcore, geprägt sind, während sich die vorangegangenen Stücke der Band rein der elektronischen Popmusik zuschreiben ließen. E-Gitarren und Schlagzeug sind die Leitinstrumente des Werkes.  Worlds Away und Don't Want to Be Like You stellen hierbei Balladen dar, wobei sich ersteres durch eine opulente und zweiteres durch eine minimalistische Orchestrierung auszeichnet. The Comeback fällt durch seine ausgedehnten Screamoeinlagen und Tempowechsel auf, die einen starken Kontrast zwischen den harten Strophen und dem klaren und melodisch gesungenen Refrain bilden. Trotz des Stilbruchs der EP mit der vorherigen Diskografie der Gruppe kommt es vereinzelt zum Einsatz elektronischer Elemente. Insbesondere das Intro The Calling und der Matroda-Remix von The Unforgiving eröffnen und beenden das Werk mit Ausflügen in die Electro-Musik. Inhaltlich drehen sich die meisten Lieder der EP darum, seine eigene Identität zu finden bzw. zu bewahren. Unterdrückung durch Dritte wird entgegengewirkt, indem man selbst zurückschlägt und als der Stärkere aus der Situation heraus geht.
Die zusätzlichen Titel, die der Clubbed to Death!-EP entnommen wurden, heben sich inhaltlich und stilistisch deutlich von dem Hauptwerk ab, als dass sie explizitere Texte aufweisen und die elektronischen Elemente auf ihnen überwiegen.

## Covergestaltung
Das Cover zu The Anthem of the Outcast zeigt Dahvie Vanity und Jayy von Monroe in der Wüste stehend. Beide sind vorwiegend schwarz gekleidet, wobei von Monroe eine Lederjacke und Vanity einen Ganzkörperanzug in Skelettoptik trägt. Die Namen der beiden Sänger stehen in blauen Lettern oben in der Mitte des Motivs. In der rechten oberen Ecke ist die Zeile "Redemption will be found" in grün umrandetem Blau zu finden; sie ist ein Zitat aus dem Titelsong der EP. Quer über die untere Hälfte des Bildes stehen die Schriftzüge "Blood on the Dance Floor in…" und "The Anthem of the Outcast" (in der Downloadversion mit dem Zusatz "EP"). Der Bandname ist dabei in grün geschrieben; der Satzteil "Anthem of the Outcast" in grün umrandetem Lila. Die Wörter "in…", "The" und "EP' tragen ausschließlich letztere Farbe. Der Buchstabe "A" im Albumtitel ist zu einem Pentagramm stilisiert sowie das zweite "O" zu einem Spinnennetz. Statt des ersten "O" wurde der Buchstabe "Ø" verwendet.

## Titelliste
| Nr. | Titel                                                  | Länge |
| --- | ------------------------------------------------------ | ----- |
| 1.  | The Calling                                            | 1:53  |
| 2.  | The Comeback                                           | 3:19  |
| 3.  | Anthem of the Outcast                                  | 4:55  |
| 4.  | Hell on Heels (Givin' in to Sin) (feat. New Years Day) | 3:39  |
| 5.  | Your Sorry Life (feat. Shawn Brandon)                  | 3:50  |
| 6.  | Worlds Away                                            | 4:09  |
| 7.  | Don't Want to Be Like You                              | 5:21  |
| 8.  | Anthem of the Outcast (Radio Edit)                     | 4:31  |
| 9.  | Unforgiven (Matroda Remix)                             | 5:41  |

| Nr. | Titel                                                  | Länge |
| --- | ------------------------------------------------------ | ----- |
| 1.  | The Calling                                            | 1:53  |
| 2.  | The Comeback                                           | 3:19  |
| 3.  | Anthem of the Outcast                                  | 4:55  |
| 4.  | Hell on Heels (Givin' in to Sin) (feat. New Years Day) | 3:39  |
| 5.  | Your Sorry Life (feat. Shawn Brandon)                  | 3:50  |
| 6.  | Worlds Away                                            | 4:09  |
| 7.  | Don't Want to Be Like You                              | 5:21  |
| 8.  | Anthem of the Outcast (Radio Edit)                     | 4:31  |
| 9.  | Unforgiven (Matroda Remix)                             | 5:41  |
| 10. | Clubbed to Death (feat. Haley Rose)                    | 3:26  |
| 11. | Deep Within                                            | 4:13  |
| 12. | Where's My Wonderland                                  | 3:44  |

## Kritik
The Anthem of the Outcast erhielt negative Kritiken. Besonders in Magazinen, die sich auf Rockmusik spezialisieren, verriss man den Versuch der Band, sich härteren Klängen zuzuwenden, als misslungen und empfand die EP als ein seelenloses Massenprodukt. Blood on the Dance Floor stünden der elektronischen Popmusik nach wie vor zu nahe; die Strukturen der Lieder wären zu simpel gestrickt. Man kritisierte insbesondere den häufigen Einsatz von phonetischem Gesang und das extravagante Auftreten der Band, das die durchschnittliche Musik nicht kaschieren könne. Die Songs würden eine junge Zielgruppe durchaus ansprechen, hätten aber darüber hinaus keinen musikalischen Mehrwert.

## Erfolg
The Anthem of the Outcast erreichte in den USA Platz 140 in den Billboard 200-Charts, und konnte darüber hinaus in den dortigen Alternative Albums-Charts und in den Top Rock Albums-Charts die Positionen 21 und 43 einnehmen.

## Dies und Das
- Trotz ihres Status als EP weist die Standard Edition von The Anthem of the Outcast eine längere Laufzeit als jene der Studioalben It’s Hard to Be a Diamond in a Rhinestone World, Bitchcraft und Scissors auf.
- Alle Titel der physischen Edition sind im Boxset The Revolution Pack enthalten.[23]